# SN 2003cg
SN 2003cg – supernowa typu Ia odkryta 30 marca 2003 roku w galaktyce NGC 3169. Jej maksymalna jasność wynosiła 15,94m.